# NGC 3399
NGC 3399 је лентикуларна галаксија у сазвежђу Лав која се налази на NGC листи објеката дубоког неба.
Деклинација објекта је + 16° 13' 8" а ректасцензија 10h 49m 27,6s. Привидна величина (магнитуда) објекта NGC 3399 износи 13,3 а фотографска магнитуда 14,3. NGC 3399 је још познат и под ознакама MCG 3-28-12, CGCG 95-31, PGC 32395.